# Leunora Salihu

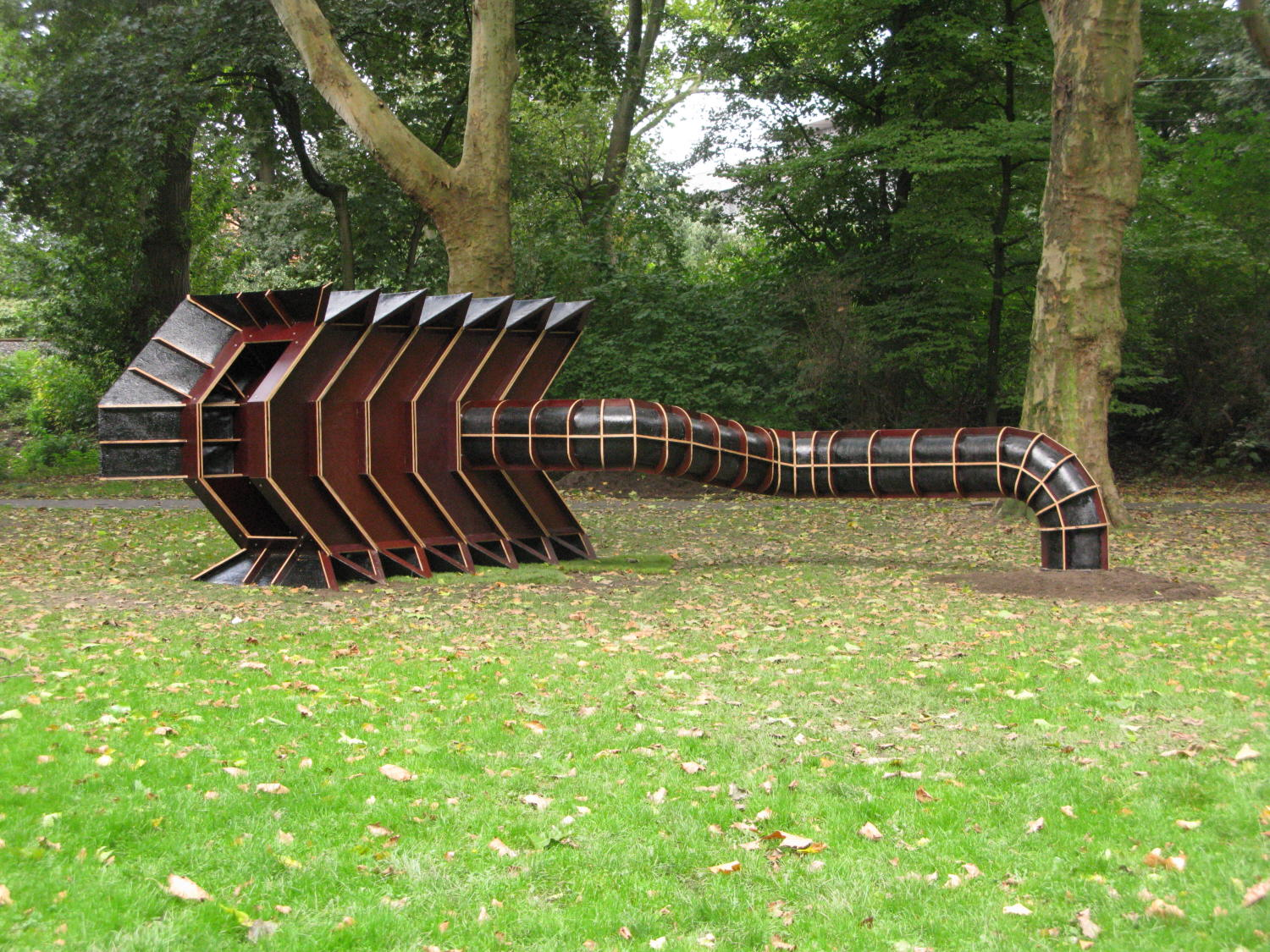
Skulptur Tube End, temporäre Installation auf dem Moltkeplatz Essen von Oktober 2010 bis September 2011

Leunora Salihu (* 1977 in Prishtina, Kosovo) ist eine kosovarisch-deutsche Bildhauerin und Hochschullehrerin.

## Leben und Werk
Leunora Salihu studierte zunächst an der Kunstakademie Prishtina und, nach ihrer Flucht nach Deutschland im Jahr 1999, an der Muthesius Kunsthochschule, Kiel, sowie an der Kunstakademie Düsseldorf, wo sie 2009 das Studium der Bildhauerei als Meisterschülerin von Tony Cragg abschloss. Salihu lebt und arbeitet in Düsseldorf.
2013 hatte Salihu einen Lehrauftrag für keramische Plastik an der Muthesius Kunsthochschule.
Vom Wintersemester 2017/18 bis zum Wintersemester 2018/19 war sie Dozentin für plastisches Gestalten am Institut für Künstlerische Keramik und Glas (IKKG) der Hochschule Koblenz. Vom Wintersemester 2018/19 an war sie Gastprofessorin für Bildhauerei an der Justus-Liebig-Universität Gießen. Eine Professur für Plastik und künstlerische Raumkonzepte führte sie 2022 an die Goethe-Universität Frankfurt am Main.
Salihu arbeitet mit den unterschiedlichsten Materialien, unter anderem Holz, Multiplexplatten, Keramik, Aluminium und Kunststoff. Auf der Ausstellung Blickachsen 12 2019 in Bad Homburg war Salihu beispielsweise vertreten mit dem Aluminiumguss Bogen (2016) und der Konstruktion Urraum (2017) aus acetyliertem Holz und HPL-Platten. Ihre Skulpturen beziehen ihre besondere Ausdrucksqualität oft dadurch, wie sie das Material, das sie wählt, mit seinen spezifischen Eigenschaften auf ein anderes Material treffen lässt, beispielsweise die bei ihr weich erscheinende, farbige Keramik auf Pressspanplatten. Häufig weisen ihre Arbeiten eine modulare Bauweise aus manuell gefertigten Elementen auf. Dies kann den Eindruck einer Bewegung entstehen lassen. So auch bei ihrer Arbeit Schwester (2012/13) aus Keramik, Eisen und MDF: sie scheint aus einem Objekt (eine wabenförmige Struktur, die auf einem Podest liegt) entstanden, das mittig zerschnitten wurde; die beiden Hälften wurden in einem Abstand voneinander so positioniert, dass das Auge des Betrachters sie unwillkürlich wieder zusammenrücken möchte.
Salihus 5 m lange Skulptur Urknall (2017), die sie 2018 im Museum Lothar Fischer anlässlich der Verleihung des  Lothar-Fischer-Preises zeigte, wiederum lässt Gegensätze wie Schwere versus Leichtigkeit, Fülle versus Offenheit oder Oberflächenwirkung versus die konstruierte Struktur in Dialog treten: zwei von der Form her gleiche, rad-ähnliche Module sind bei Urknall verbunden durch eine Achse, die  mittig – dort wo die beiden symmetrischen Teile zusammenstoßen – in einer form-losen, bronzefarbenen Keramikmasse endet.

„In ihren Kunstwerken vereint sie klassische und moderne Formen, Vertrautes mit Befremdlichem.“

Ihre Werke wecken Assoziationen an Industrie, Maschinenbau, Architektur und Literatur, beispielsweise bei Tube End (2010/11 auf dem Moltkeplatz Essen) oder bei Turm (2016). Der Herstellungsprozess bleibt bei Salihus Skulpturen stets ablesbar.

## Auszeichnungen und Preise (Auswahl)
- 2009: Arbeitsstipendium der Kunststiftung NRW
- 2009–2011: Wilhelm-Lehmbruck-Stipendium, Duisburg
- 2010: Arbeitsaufenthalt im ekwc (European Ceramics Work Centre), Niederlande (ebenso 2012/13)
- 2012: Internationaler Bergischer Kunstpreis (mit Jochen Mühlenbrink)
- 2012: Förderpreis für bildende Kunst der Landeshauptstadt Düsseldorf[6]
- 2014: Künstlerstipendium der Metro-Stiftung Skulpturenpark, Düsseldorf
- 2015: Auslandsstipendium des Landes Nordrhein-Westfalen
- 2017: Lothar-Fischer-Preis, Museum Lothar Fischer
- 2020: Gastatelier Museum Insel Hombroich, Neuss

## Einzelausstellungen
Zu den mit «K» gekennzeichneten Ausstellungen erschien ein Katalog.
- 2010/11: Leunora Salihu – TUBE END. Junge Kunst am Moltkeplatz, Moltkeplatz, EssenK,[7]
- 2011/12: Leunora Salihu: JUNCTION. Lehmbruck-Museum, Duisburg
- 2016: Galerie Thomas Schulte, BerlinK (ebenso 2014, 2018 und 2022/23)
- 2017: K21 Kunstsammlung Nordrhein-Westfalen, Düsseldorf[8]
- 2018: Museum Lothar Fischer, Neumarkt i.d.O.
- 2020: Sammlung Philara, Düsseldorf[9]
- 2021: Skulpturenpark Waldfrieden, WuppertalK,[10][11]
- 2023: Kunstverein Lippe, Schloss Detmold[3]

## Sammlungen (Auswahl)
- Kunsthaus NRW Kornelimünster
- Kunstsammlung Nordrhein-Westfalen, Düsseldorf
- Michael Horbach Stiftung, Köln
- Museum Kunstpalast, Düsseldorf
- Sammlung Philara, Düsseldorf